# Red Bull RB2
O Red Bull RB2 é o modelo da Red Bull Racing da temporada de 2006 da Fórmula 1 que foi pilotado por David Coulthard, Christian Klien e Robert Doornbos. Doornbos substituiu Klien nos três últimos Grandes Prêmios: China, Japão e Brasil.
Neste ano, a novidade foi o lançamento da equipe "B", batizada por Scuderia Toro Rosso. O modelo fez uma temporada estável sem grandes feitos, e foi ainda representado no Jogo Formula 1 2006.

## História
Após os bons resultados da temporada inaugural anterior, 2006 foi um ano fraco para a Red Bull. O ano foi tratado como uma temporada de consolidação e acabou sendo um tradicionalmente difícil segundo ano para uma equipe nova. Os novos motores Ferrari causaram problemas de resfriamento na pré-temporada, o que limitou o tempo de testes, e, na maior parte do tempo, a equipe ficou presa no meio do pelotão. Essa situação foi agravada pelo fato de a RBR ter abandonado o desenvolvimento do RB2 durante a temporada para permitir que o novo Diretor Técnico, Adrian Newey, se concentrasse no carro de 2007.
No entanto, ainda houve momentos de destaque em uma temporada amplamente desanimadora. O principal deles foi David Coulthard conquistando o primeiro pódio da equipe em Mônaco. Como isso coincidiu com um acordo de um fim de semana para promover o novo filme do Superman, o experiente piloto vestiu uma capa vermelha no pódio, e o chefe da equipe, Christian Horner, mais tarde cumpriu a promessa feita antes da corrida, pulando na piscina da equipe vestindo apenas uma das capas.
A equipe terminou em sétimo lugar no Campeonato de Construtores, com 16 pontos.

## Resultados[2]
(legenda) 
| Ano  | Chassi | Motor          | Pneus | N° | Pilotos         | 1   | 2   | 3   | 4   | 5   | 6   | 7   | 8   | 9   | 10  | 11  | 12  | 13  | 14  | 15  | 16  | 17  | 18  | Pontos | Posição |  |
| ---- | ------ | -------------- | ----- | -- | --------------- | --- | --- | --- | --- | --- | --- | --- | --- | --- | --- | --- | --- | --- | --- | --- | --- | --- | --- | ------ | ------- |  |
|      |        |                |       |    |                 |     |     |     |     |     |     |     |     |     |     |     |     |     |     |     |     |     |     |        |         |  |
|      |        |                |       |    |                 | BAR | MAL | AUS | SMR | EUR | SPA | MON | GBR | CAN | EUA | FRA | ALE | HUN | TUR | ITA | CHN | JAP | BRA |        |         |  |
| 2006 | RB2    | Ferrari 056 V8 | M     | 14 | David Coulthard | 10  | Ret | 8   | Ret | Ret | 14  | 3   | 12  | 8   | 7   | 9   | 11  | 5   | 15  | 12  | 9   | Ret | Ret | 16     | 7º      |  |
| 2006 | RB2    | Ferrari 056 V8 | M     | 15 | Christian Klien | 8   | Ret | Ret | Ret | Ret | 13  | Ret | 14  | 11  | Ret | 12  | 8   | Ret | 11  | 11  |     |     |     | 16     | 7º      |  |
| 2006 | RB2    | Ferrari 056 V8 | M     | 15 | Robert Doornbos |     |     |     |     |     |     |     |     |     |     |     |     |     |     |     | 12  | 13  | 12  | 16     | 7º      |  |